# مثلث ادراری تناسلی
مثلث ادراری تناسلی قسمت میان‌دوراه یا همان قدامی پرینه است. در پستانداران ماده شامل واژن و قسمت‌های مرتبط با اندام تناسلی داخلی است.

## ساختار
مثلث ادراری تناسلی ناحیه‌ای است که توسط یک مثلث که در راس بالایی التصاق شرمگاهی و دو راس دیگر به برجستگی تکمه‌ای تهیگاهی محدود شده‌است.

## اجزاء
همان‌طور که انتظار می‌رود، اجزاء تشکیل دهنده مثلث ادراری تناسلی بین نر و ماده تفاوت زیادی دارد. برخی از اجزاء عبارتند از:
- اعصاب کیسه بیضه خلفی / اعصاب لبی خلفی
- مجرای ادرار
- واژن
- غده بولبورترال / غده بارتولین
- ماهیچه‌ها
  - عضله عرضی پرینه سطحی
  - عضله ایسکیوکاورنوس
  - ماهیچه پیازی‌اسفنجی
- کروس آلت تناسلی / کلیتورال کرورا
- پیاز آلت تناسلی / پیاز دهلیزی
- دیافراگم ادراری تناسلی
- بدن پرینه عضلانی
- کیسه سطحی و عمیق پرینه
- رگ‌های خونی و لنفاوی

## نگارخانه

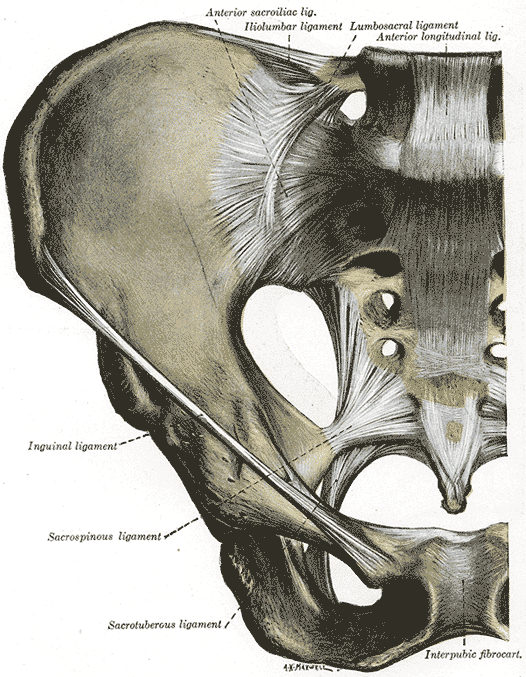
مفصل‌های لگن. نمای قدامی.
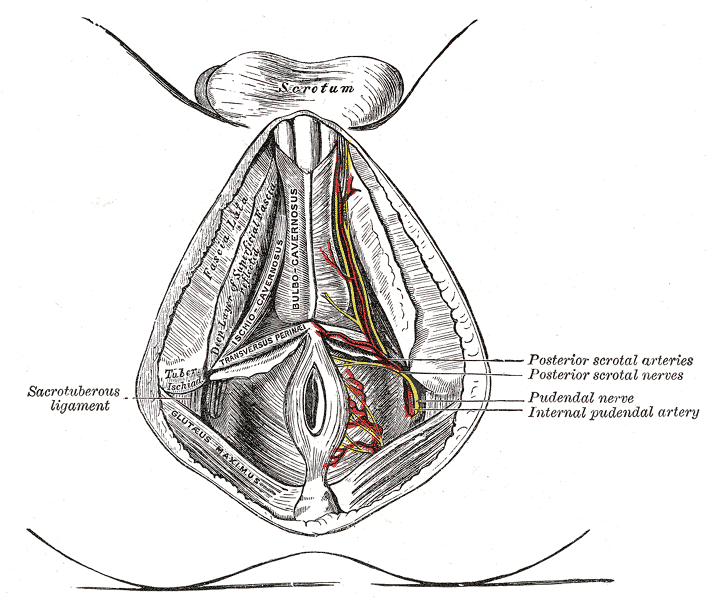
شاخه‌های سطحی شریان پودندال داخلی.
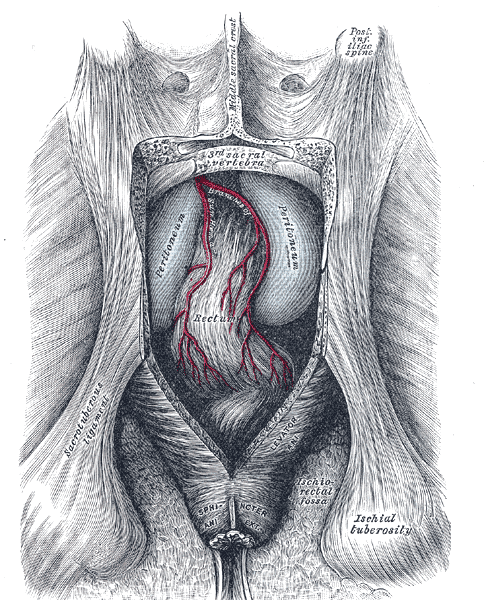
قسمت خلفی راست روده با برداشتن قسمت پایین ساکروم و دنبالچه نمایان می‌شود.